# Driver: Vegas
Driver: Vegas ist ein Rennspiel und der erste Handy-Ableger der erfolgreichen Driver-Serie. Es wurde von Gameloft entwickelt und von GLU Mobile im Jahr 2006 veröffentlicht.
Das Spielprinzip ist an die anderen Serienteile angelehnt. Der Spieler übernimmt die Rolle des Undercover-Polizisten John Tanner, der versucht, eine international agierende Autoschieberbande zu zerschlagen. Inhaltlich schließt es direkt an das 2005 erschienene und von der Presse stark kritisierte Driv3r an.
Die Rezeption des Titels fiel gemischt aus, einige Magazine, etwa IGN vergaben vergleichsweise hohe Wertungen, während andere, z. B. GameSpot, außergewöhnlich schlechte Wertungen vergaben.

## Handlung
Die Handlung schließt direkt an Driver 3 an, welches damit endete, dass der Protagonist Tanner bei einer Schießerei mit dem international gesuchten Schwerverbrecher Jericho schwer verwundet wurde. In Driver: Vegas hat er diese Verletzung inzwischen überstanden und versucht nun, Jericho aufzuspüren und auszuschalten. Dazu reist er nach Las Vegas und absolviert mehrere Einsätze. Die Handlung steht aber im Hintergrund und wird nur durch kurze Videosequenzen erzählt.

## Spielprinzip
Das Konzept ähnelt Driver 3. Der Spieler startet in einer frei erkundbaren Umgebung und erhält verschiedene Missionen. Der Großteil der Missionen, z. B. Verfolgungsjagden, wird in Fahrzeugen absolviert, vereinzelt gibt es aber auch Einsätze, die zu Fuß zurückgelegt werden müssen, meistens sind diese von Schießereien begleitet.

## Rezeption
Die Rezeption des Titels fiel unterschiedlich aus. Während Ryan Davis vom amerikanischen Magazin GameSpot die Handy-Umsetzung für Steuerungsprobleme und eine abwechslungsarme Gestaltung stark kritisierte, lobte Levi Buchanan von IGN das Spiel für seine gegenüber Driver 3 verbesserte Qualität und die für ein Handyspiel zahlreichen Spielmöglichkeiten.